# Synaptolepis oliveriana
Synaptolepis oliveriana är en tibastväxtart som beskrevs av Ernest Friedrich Gilg. Synaptolepis oliveriana ingår i släktet Synaptolepis och familjen tibastväxter. Inga underarter finns listade i Catalogue of Life.